# Eidsvoll
Eidsvoll ist ein Ort und eine Kommune im norwegischen Fylke Akershus. Sie grenzt im Norden an die Kommunen Østre Toten und Stange, im Osten an Nord-Odal, im Südosten an Nes, im Süden an Ullensaker und im Westen an Nannestad und Hurdal.

## Geschichte
In Eidsvoll wurde am 17. Mai 1814 die erste norwegische Verfassung (Verfassung von Eidsvoll) angenommen. Dieser Tag ist seitdem Nationalfeiertag.
1624 wurde hier eine Eisenhütte gegründet, wodurch der Ort entstand. Die Verfassunggebende Nationalversammlung tagte hier vom 11. April bis 20. Mai 1814. Seitdem ist Eidsvoll ein nationales Symbol Norwegens.
Die Nationalversammlung tagte im Haus des Eisenhüttenbesitzers Carsten Anker, das seit 1837 ein Museum ist. Sie wurde nach dem Frieden von Kiel einberufen, durch den die dänisch-norwegische Personalunion aufgelöst wurde. 112 Delegierte nahmen an ihr teil, sieben Bauern, 13 Kaufleute, fünf Gutsbesitzer und 57 Beamte. Diese 112 Männer gingen als die Gründer Norwegens in die Geschichte ein.
Die Verfassung von Eidsvoll galt zu ihrer Zeit als die liberalste der Welt, duldete jedoch keine Jesuiten und andere katholische Orden im Land. In Paragraf 2, der die evangelisch-lutherische Norwegische Kirche als Staatskirche festschrieb, wurde Juden der Zutritt zum Reich ausdrücklich untersagt. Der Paragraf wurde mit Bezug auf die Juden nach langen und heftigen Debatten im Jahr 1851, mit Bezug auf die Jesuiten und anderen Orden erst im Jahr 1956 aufgehoben. Im Jahr 1964 wurde der Paragraf um ein Bekenntnis zur allgemeinen Religionsfreiheit erweitert. Im Jahr 2012 wurde die Bestimmung zur Staatsreligion schließlich abgeschafft und der Paragraf völlig neu formuliert.

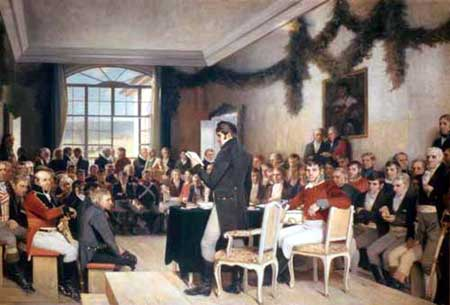
Nationalversammlung in Eidsvoll, 1814
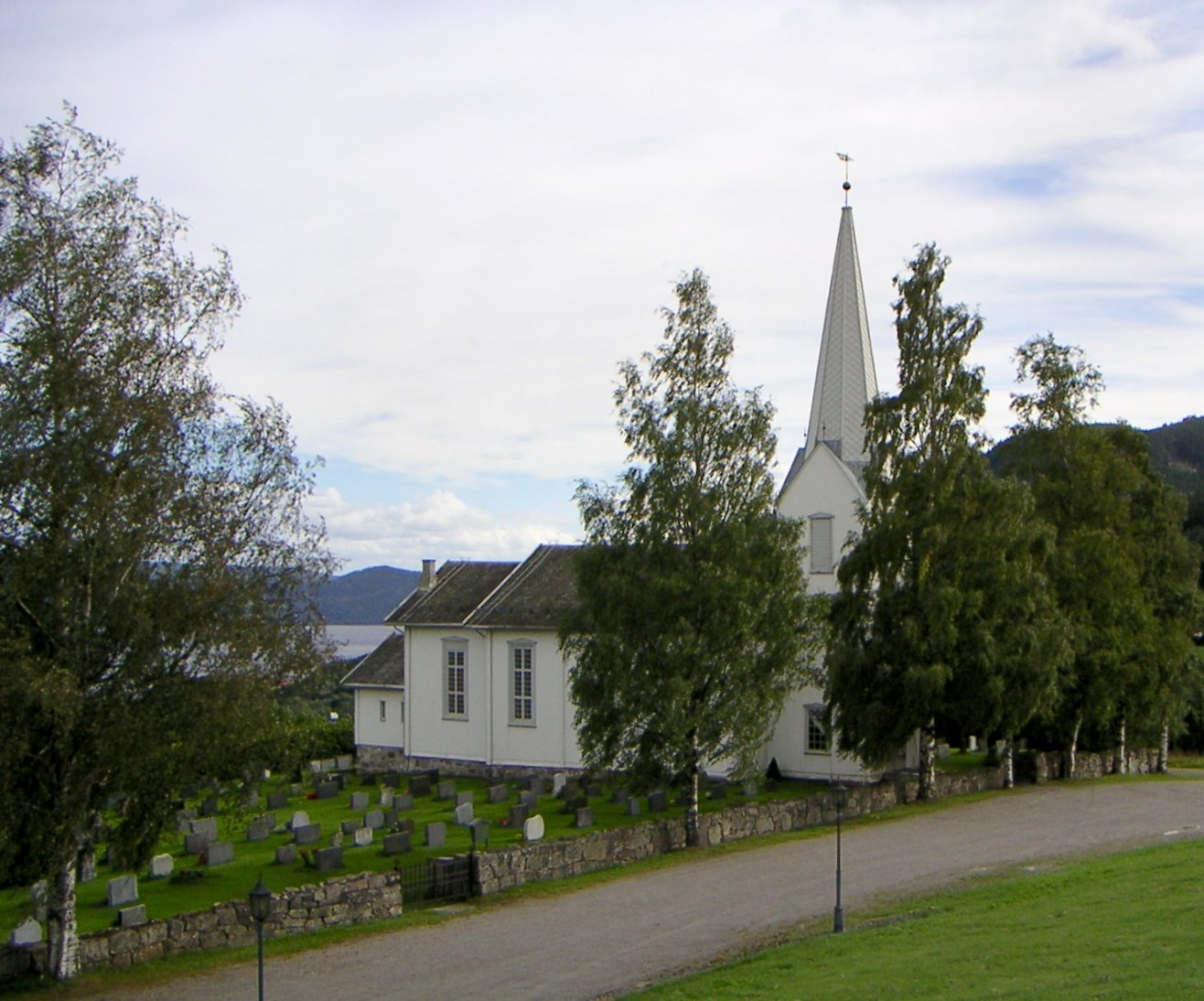
Feiring-Kirche
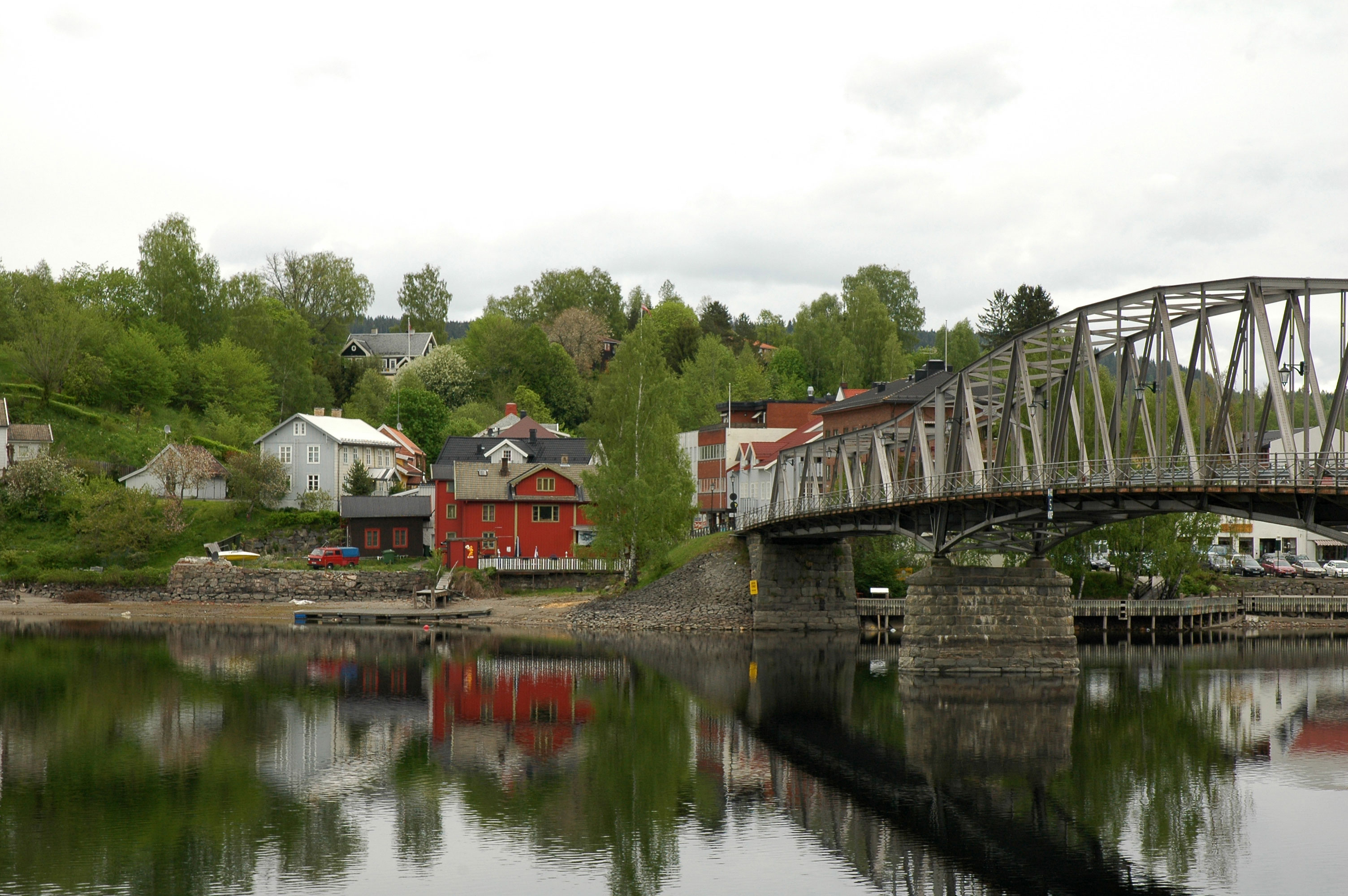
Zentrum (Sundet)

## Persönlichkeiten aus Eidsvoll
- Adolf Alfson (1704–1779), Artillerieoffizier und General
- Hans Langseth (1846–1927), Weltrekordler als Träger des längsten Barts
- Cecilie Thoresen (1858–1911), Frauenrechtlerin
- Arne Ekeland (1908–1994), Künstler
- Ola Skjåk Bræk (1912–1999), Politiker
- Tormod Knutsen (1932–2021), Nordischer Kombinierer
- Henning Berg (* 1969), Fußballspieler und -trainer
- Stian Carstensen (* 1971), Jazzmusiker
- Jan Gunnar Røise (* 1975), Schauspieler
- Tore Ruud Hofstad (* 1979), Skilangläufer
- Espen Enger Halvorsen (* 1990), Skispringer
- Aron Dønnum (* 1998), Fußballspieler

## Persönlichkeiten auf der Nationalversammlung von 1814
- Nicolai Wergeland (1780–1848), Theologe und Politiker
- Henrik Wergeland (1808–1845), Schriftsteller